# 伊迪里西耶教團
伊迪里西耶教團（Idrisiyya），是由摩洛哥人艾哈邁德·伊本·伊迪里斯（1760–1837）成立的伊朗蘇非派教團。它最初叫做穆罕默迪耶，這不是一個有真正組織意義的教團，而是一種精神方法，包括一套教義和禮儀，旨在培養門徒和穆罕默德之間的直接精神聯繫。
這個教團原先建立在麥加，後廣泛分佈在利比亞，埃及，蘇丹，東非（索馬里，厄立特里亞，肯尼亞），也門，黎凡特（敘利亞和黎巴嫩）和東南亞（馬來西亞，新加坡，文萊）。 它還在其他地方，通過其不同的分支，如意大利和英國吸收追隨者。伊本·伊德里斯的寓言和祈禱尤其在教團中得到普遍的讚賞，並已被納入許多與伊本·伊德里斯無關的路線。
這個教團在新加坡的分支是由Shaikh Muhammad Said al-Linggi引入，這個教團的5個分支是Sanusiyya，Khatmiyya（也被稱為Mirghaniyya），Dandarawiyya，Salihiyya和Ja'fariyya。